# Forbestra equicola
Forbestra equicola är en fjärilsart som beskrevs av Stoll 1782. Forbestra equicola ingår i släktet Forbestra och familjen praktfjärilar. Inga underarter finns listade i Catalogue of Life.

## Bildgalleri

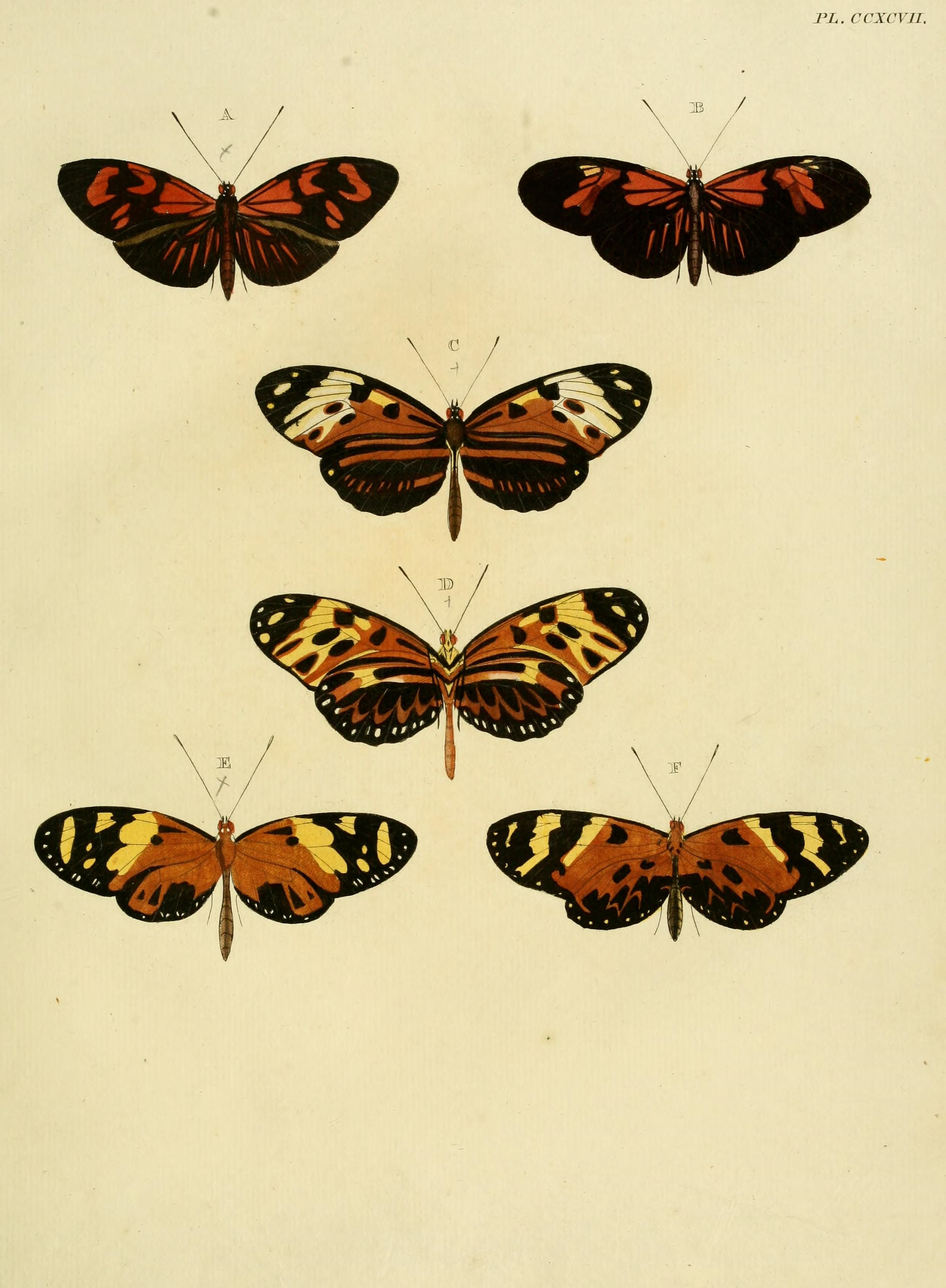